# Ketam
Ketam (azerbajdzjanska: Kotam) är en ort i Azerbajdzjan.   Den ligger i distriktet Nachitjevan, i den sydvästra delen av landet, 400 km sydväst om huvudstaden Baku. Ketam ligger 657 meter över havet och antalet invånare är 390.
Terrängen runt Ketam är kuperad åt sydväst, men åt nordost är den bergig. Närmaste större samhälle är Ordubad, 3,3 km nordväst om Ketam. 
Trakten runt Ketam består i huvudsak av gräsmarker. Runt Ketam är det ganska glesbefolkat, med 35 invånare per kvadratkilometer.